# Seznam krajev Unescove svetovne dediščine na Islandiji
Svetovna dediščina Organizacije Združenih narodov za izobraževanje, znanost in kulturo (UNESCO) je pomembna za kulturno ali naravno dediščino, kot je opisano v Unescovi konvenciji o svetovni dediščini, ustanovljeni leta 1972. Islandija je konvencijo sprejela 19. decembra 1995, zaradi česar so njene naravne in kulturne znamenitosti upravičene do vključitve na seznam.
Od leta 2020 ima Islandija na seznamu tri mesta. Prvo mesto, dodano na seznam, je bil narodni park Þingvellir leta 2004. Kasneje sta bili dodani še dve lokaciji, Surtsey leta 2008 in narodni park Vatnajökull leta 2019. Þingvellir je kulturno območje, medtem ko sta drugi dve naravni znamenitosti.
Poleg območij svetovne dediščine ima Islandija na svojem poskusnem seznamu tudi šest posesti. Obstoječe območje Þingvellir je dvakrat navedeno na poskusnem seznamu, in sicer kot predlog za razširitev kulturnega območja na naravno dediščino in kot del nove transnacionalne nominacije za dediščino Vikingov.

## Svetovna dediščina
Unesco navaja območja po desetih merilih; vsaka prijava mora izpolnjevati vsaj enega od kriterijev. Kriteriji od i do vi so kulturni, od vii do x pa naravni.
| Ime                                                       | Slika                                          | Lokacija              | Leto vpisa | UNESCO kriterij          | Opis |
| --------------------------------------------------------- | ---------------------------------------------- | --------------------- | ---------- | ------------------------ | --- |
| Narodni park Þingvellir                                   | Rock formation and a flag of Iceland on a pole | Bláskógabyggð         | 2004       | 1152; iii, vi (kulturno) | Þingvellir je na aktivnem vulkanskem območju, na katerem je vidna velika tektonska razpoka. Od okoli leta 930 našega štetja do leta 1798 je Þingvellir služil kot prizorišče Althinga, skupščine na prostem, ki je predstavljala celotno Islandijo, kjer so se ljudje vsako leto dva tedna zbirali, da bi postavljali zakone in reševali spore. Althing je najstarejši ohranjeni parlament na svetu. Vidni so fragmenti približno 50 kabin, zgrajenih iz trate in kamna, čeprav so ostanki iz 10. stoletja zakopani pod zemljo. |
| Surtsey                                                   | A view of the island from afar                 | Vestmannaeyjar        | 2008       | 1267; ix (naravno)       | Surtsey je vulkanski otok, ki je nastal v seriji izbruhov od leta 1963 do 1967, približno 32 kilometrov od južne obale Islandije. Od leta 1964 služi kot mesto za preučevanje kolonizacije populacij ustanoviteljev, ki so prispeli od zunaj. Ker je dovoljen obisk le redkim znanstvenikom, je ostal praktično nemoten od svojega nastanka. |
| Narodni park Vatnajökull – Dinamična narava ognja in ledu | Glacier covering the mountains                 | jugovzhodna Islandija | 2019       | 1604; viii (naravno)     | Ledeni pokrov Vatnajökull je drugi največji ledenik v Evropi in pokriva več vulkanov, vključno z dvema najbolj aktivnima na otoku. Interakcije med vulkani in ledenikom povzročajo različne pojave, vključno s spektakularnim jökulhlaupom – nenadno izbruhom poplave, ki jo povzroči zlom roba ledenika med podledeniškim izbruhom. |

## Poskusni seznam
Poleg območij, vpisanih na Seznam svetovne dediščine, lahko države članice vodijo seznam začasnih območij, ki jih lahko upoštevajo pri nominaciji. Nominacije za seznam svetovne dediščine so sprejete samo, če je bilo območje predhodno uvrščeno na poskusni seznam. Od leta 2019 ima Islandija šest na svojem poskusnem seznamu.
| Ime                                                       | Slika                                                                     | Lokacija          | Leto vpisa | UNESCO kriterij            | Opis |
| --------------------------------------------------------- | ------------------------------------------------------------------------- | ----------------- | ---------- | -------------------------- | --- |
| Naravni rezervat Breiðafjörður                            | A view of the bay. Road and a radio tower in front.                       | Zahodna Islandija | 2011       | ii, v, x (mešano)          | Breiðafjörður je velik plitev zaliv na zahodu Islandije. Posejan z otoki, otočki in čermi; je pomembno gnezdišče ptic, vključno s grivsto gosjo (Branta benicla) in velikim prodnikom (Calidris canutus). Območje je neprekinjeno naseljeno od naselitve Islandije in ohranja skupnosti, ki temeljijo na trajnostni rabi lokalnega okolja. |
| Mývatn in Laxá                                            | Mývatn lake, surrounded by lush vegetation                                | Severna Islandija | 2011       | viii, ix, x (naravno)      | Obale jezera Mývatn in reke Laxá so bogate z rastlinjem, kar je v popolnem nasprotju z okoliško nerodovitno vulkansko pokrajino. V plitvem jezeru, bogatem s hranili, živijo roji vodnih žuželk, ki so hrana številnim vrstam vodnih ptic. Na tem območju redno gnezdi petnajst vrst rac. |
| Vikinški spomeniki in mesta / Narodni park Þingvellir*    | Þingvellir, the tectonic crack                                            | Bláskógarbyggð    | 2011       | iii (kulturno)             | To je del serijske nominacije devetih najdišč iz šestih držav, ki predstavljajo izjemne primere dediščine iz vikinške dobe, kjer so Þingvellir in nekatera druga najdišča že navedena posamično. |
| Narodni park Þingvellir                                   | Þingvellir lake shore                                                     | Bláskógarbyggð    | 2011       | vii, viii, ix, x (naravno) | Ta nominacija se osredotoča na naravno dediščino že uvrščenega kulturnega spomenika. Območje so oblikovali prenašanje celin, vulkanizem in poledenitev. Pomemben je tudi zaradi svoje biotske raznovrstnosti; riba jezerska zlatovčica (Salvelinus alpinus) se je v jezeru Þingvallavatn v manj kot 10.000 letih razvila v štiri različne oblike.                                                                                                |
| Tradicija travnatih hiš                                   | Keldur Earth covered homes with grass growing on the top                  | 14 lokacij        | 2011       | iii, iv (kulturno)         | Tradicijo travnatih hiš so na Islandijo prinesli prvi naseljenci in se je razvila iz dolgih hiš. Konstrukcija travne hiše je zgrajena iz lesa, hiša pa je prekrita s travo. Oblika in funkcije teh hiš so se skozi čas spreminjale, prilagajale lokalnemu podnebju in potrebam ljudi. V nominaciji je navedenih štirinajst reprezentativnih lokacij.                                                                                             |
| Vulkanski sistem Torfajökull / Naravni rezervat Fjallabak | Kaldaklofsfjöll panorama, rhyolitic rocks with snow and sparse vegetation | Južna Islandija   | 2013       | vii, viii (naravno)        | Vulkanski sistem Torfajökull vključuje riolitski stratovulkan in kompleks subglacialnih vulkanov. Je pomembno mesto za preučevanje riolitskih formacij, ki nastanejo med interakcijami vulkana in ledu. Sistem ima izjemno raznolike značilnosti geotermalne površine, vključno s fumarolami, blatnimi bazeni, solfatarami (fumarole, ki proizvajajo žveplove pline) in vročimi vrelci. Ta so dom edinstvenim termofilnim bakterijam in arhejam. |